# Vestiges des 13 niveaux
Les vestiges des 13 niveaux ((zh) 十三層遺址 (Shísān Céng Yízhǐ)) sont les restes d'une ancienne fonderie du village de Lianxin dans le district de Ruifang de la municipalité de Nouveau Taipei à Taiwan. Il est également appelé le Palais Potala des mines de montagne.

## Histoire
Construit à l'origine en 1933 par les Japonais pendant l'occupation de l'île, le bâtiment a été autrefois une fonderie de cuivre et d'or, appelée la fonderie de Shuinandong, traitant le minerai raffiné de Jinguashi et Jiufen .
Pendant la Seconde Guerre mondiale entre 1942 et 1945, l'Empire japonais envoie environ un millier de prisonniers de guerre dans les mines d'or entourant la fonderie. Les prisonniers de guerre venaient de pays alliés, dont le Royaume-Uni, le Canada, les Pays-Bas, l'Australie, la Nouvelle-Zélande, l'Afrique du Sud et les États-Unis. Le parc commémoratif des prisonniers de guerre de Taiwan renferme maintenant la mémoire des prisonniers de guerre qui sont morts de la dure condition de mineurs.
Après la rétrocession de Taiwan par le Japon à la République de Chine en 1945, la raffinerie a été nationalisée. En 1973, les minerais de cuivre et d'or de la région sont épuisés et, par la suite, l'activité et la société sont fermées.

Le site et l'infrastructure minière environnante sont répertoriés comme sites potentiels du patrimoine mondial.

## Architecture
Le bâtiment a trois longs tuyaux d'échappement qui remontent le flanc de la colline, qui en fonctionnement ont libéré des gaz d'échappement toxiques. D'une longueur de 2 km et d'un diamètre de 2 mètres, c'est la plus longue canalisation du monde.

## Culture
Le bâtiment est présent dans plusieurs clips musicaux.
Le bâtiment est illuminé pour le Festival de la Lune 2019 dans le cadre d'une collaboration entre le propriétaire actuel, Taiwan Power Company, et deux artistes Chou Lien (周 鍊) et Joyce Ho (何 采柔).